# 殿賀村
殿賀村（とのがむら）は、広島県山県郡にあった村。現在の山県郡安芸太田町の一部にあたる。

## 地理
- 河川：太田川[1]

## 歴史
- 1889年（明治22年）4月1日、町村制の施行により、山県郡下殿河内村、下筒賀村が合併して村制施行し、殿賀村が発足[1][2]。
- 1932年（昭和7年）杉之泊に殿賀村出張診療所開設[1]。
- 1950年（昭和25年）殿賀村診療所開設[1]。
- 1954年（昭和29年）8月1日、山県郡加計町と合併し、加計町が存続して廃止された[1][2]。

## 産業
- 農業、大麻、牧畜[1]。

## 教育
- 1899年（明治32年）杉之泊小学校落成[1]
- 1900年（明治33年）堀地区に殿賀村高等小学校落成[1]